# Прогулка по Нижне-Покровской
Музей Стационарная выставка «Прогулка по Нижне-Покровской» (бел. Стацыянарная выстаўка «Прагулка па Ніжне-Пакроўскай») расположен в Полоцке в памятнике архитектуры конца XVII века (так называемый «домик Петра I»).

## История
Музей был открыт в мае 1998 года. Музей является филиалом Национального Полоцкого историко-культурного музея заповедника. Это первая в Белоруссии монографическая экспозиция, посвящённая истории одной улицы.

## Концепция
Экспозиция создана на основе «Путеводителя по городу Полоцку», который был издан в Полоцке в 1910 году в связи с перенесением мощей святой Евфросинии Полоцкой из Киева.

## Экспозиция
Экспозиционная площадь — 110 квадратных метров. В экспозиции представлено 224 музейных предмета. Экспозиция знакомит с историей улицы, рассказывает о людях, живших здесь, о постройках и учреждениях Нижне-Покровской.
В выставочном зале работает также выставка «Река Западная Двина и торговые связи Полоцка».